# The Tiger Woman (1917)
The Tiger Woman (bra: A Mulher Tigre) é um filme de drama mudo norte-americano de 1917, dirigido por J. Gordon Edwards e George Bellamy, estrelado por Theda Bara.

## Sinopse
Uma princesa má leva todos à ruína, fazendo com que um filho mate o pai, acabando com o casamento de seu irmão.

## Elenco
Theda Bara como a princesa Petrovitch
Edward Roseman como o príncipe Petrovitch 
Louis Dean como o Barão
Emil DeVarney como The Count Zerstoff 
John Webb Dillion como Stevan
 Glen White como Edwin Harris
 Mary Martin como a Sra. Edwin Harris
Herbert Heyes como Mark Harris
Kittens Reichert como Harris Child
Edward Holt como o pai do menino de Harris
Florence Martin como Marion Harding Pai de cmo Marion
Kate Blancke como a mãe de Marion
Charles McCann como Butler
Hans Unterkircher (sem créditos)